# Grenada League 2023
La Grenada League 2023 o GFA Premier League 2023 è stata la ventiseiesima edizione della massima serie del campionato Grenadino di calcio. Il campionato è iniziato il 17 giugno 2023 e si è concluso il 2 dicembre 2023.
Il campione in carica era il Carib Hurricane, al suo sesto titolo nazionale. Il titolo è stato vinto dal Paradise, per la sesta volta nella sua storia.

## Stagione

### Novità
Dalla precedente edizione sono retrocessi gli Eagles S. Strikers, arrivati ultimi in campionato. In aggiunta, lo Chantimelle ha cessato le attività. 
Dalla seconda divisione sono state promosse Happy Hill e Sunsetters, prime due classificate della precedente stagione.
A differenza della precedente stagione, il campionato torna a svolgersi su anno solare, iniziando a giugno 2023 e con il termine previsto in autunno.

### Formula
Il campionato si svolge con un girone di andata e ritorno e vede 10 squadre partecipanti. La vincente del campionato si qualifica per le competizioni continentali CONCACAF, mentre l'ultima classificata è retrocessa e la penultima gioca uno spareggio contro una squadra di seconda divisione.

## Squadre partecipanti
| Club            | Città          | Stagione precedente            |
| --------------- | -------------- | ------------------------------ |
| Camerhogne      | Saint George's | 3° in Grenada League 2021-2022 |
| Happy Hill      | Morne Docteur  | Seconda divisione              |
| Hard Rock       | Sauteurs       | 4° in Grenada League 2021-2022 |
| Carib Hurricane | Victoria       | Campione di Grenada            |
| Mt. Rich        | Sauteurs       | 7° in Grenada League 2021-2022 |
| Paradise        | Saint George's | 2° in Grenada League 2021-2022 |
| QPR             | Saint George's | 5° in Grenada League 2021-2022 |
| SAB Spartans    | Saint George's | 9° in Grenada League 2021-2022 |
| St. John's      | Gouyave        | 6° in Grenada League 2021-2022 |
| Sunsetters      | Saint George's | Seconda divisione              |

## Classifica
|                    | Pos. | Squadra         | Pt | G  | V  | N | P  | GF | GS | DR  |
| ------------------ | ---- | --------------- | -- | -- | -- | - | -- | -- | -- | --- |
| Grenada (bandiera) | 1.   | Paradise        | 34 | 13 | 11 | 1 | 1  | 46 | 6  | +40 |
|                    | 2.   | QPR             | 30 | 13 | 10 | 0 | 3  | 39 | 16 | +23 |
|                    | 3.   | Carib Hurricane | 26 | 13 | 8  | 2 | 3  | 29 | 15 | +14 |
|                    | 4.   | Mount Rich      | 24 | 13 | 7  | 3 | 3  | 26 | 24 | +2  |
|                    | 5.   | Camerhogne      | 21 | 13 | 6  | 3 | 3  | 21 | 12 | +9  |
|                    | 6.   | St. John's      | 15 | 13 | 4  | 3 | 6  | 29 | 27 | +2  |
|                    | 7.   | Hard Rock       | 13 | 13 | 4  | 1 | 7  | 27 | 26 | +1  |
|                    | 8.   | SAB Spartans    | 12 | 13 | 4  | 0 | 9  | 24 | 43 | -19 |
|                    | 9.   | Sunsetters      | 7  | 13 | 2  | 1 | 10 | 20 | 37 | -17 |
|                    | 10.  | Happy Hill      | 3  | 13 | 1  | 0 | 12 | 8  | 63 | -55 |

Legenda:
      Campione di Grenada e ammessa alle competizioni CONCACAF.
  Partecipa ai play-out.
 Retrocessione diretta.